# Lobophytum rigidum
Lobophytum rigidum är en korallart som beskrevs av Benayahu 1995. Lobophytum rigidum ingår i släktet Lobophytum och familjen läderkoraller. Inga underarter finns listade i Catalogue of Life.